# Apolema
Apolema là một chi bướm đêm thuộc họ Geometridae.